# زیردریایی یو-۱۰۲۱
زیردریایی یو-۱۰۲۱ (به انگلیسی: German submarine U-1021) یک زیردریایی بود که طول آن ۶۷٫۱۰ متر (۲۲۰ فوت ۲ اینچ) بود. این زیردریایی در سال ۱۹۴۴ ساخته شد.